# Villanova Monferrato
Villanova Monferrato (piemontesisch Vilaneuva ant ël Monfrà) ist eine Gemeinde in der italienischen Provinz Alessandria (AL), Region Piemont.

## Lage und Einwohner
Villanova Monferrato liegt 40 km nordwestlich von der Provinzhauptstadt Alessandria entfernt. Sie ist die nördlichste Gemeinde in der Provinz Alessandria und grenzt an die Provinz Vercelli. Östlich liegt die Gemeinde an der Autostrada A26. Das Gemeindegebiet umfasst eine Fläche von 16 km² und hat 1714 Einwohner (Stand 31. Dezember 2023).
Die Nachbargemeinden sind: Balzola, Caresana (VC), Casale Monferrato, Motta de’ Conti (VC), Rive (VC) und Stroppiana (VC).

## Geschichte

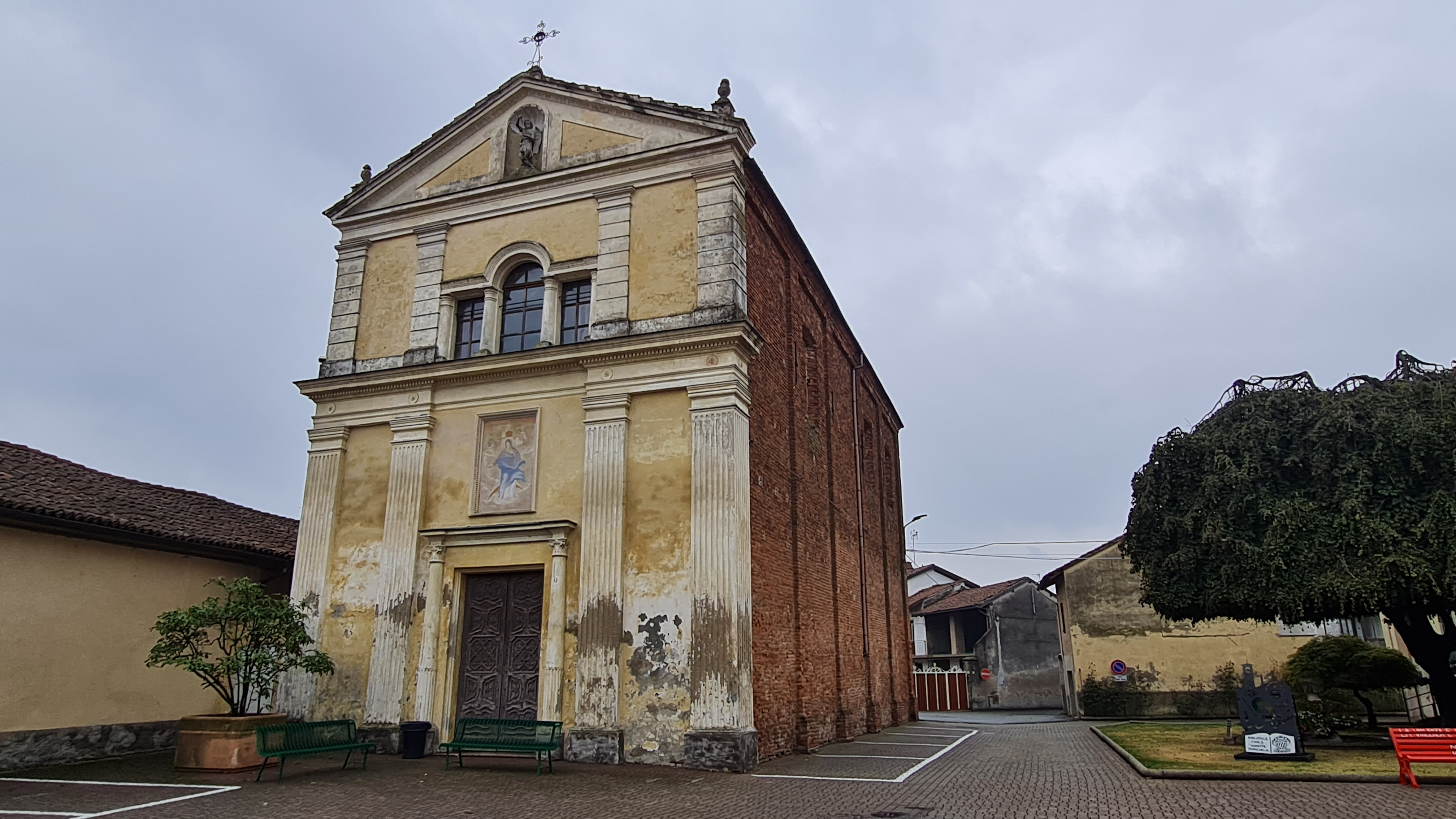
Kirche San Michele

Der Ortsname ist ab 1198 mit der Form „Villanova“ belegt, dessen einzige Variante grafisch „Vilanova“ ist. Der Name ergibt sich aus der Zusammensetzung des Substantivs VILLA, „Siedlung von bescheidener Größe auf dem Gebiet der Civitas“, das im Piemont oft dem zentralen Dorf der Gemeinde zugeschrieben wird, und dem Adjektiv NOVA, „neu“, das die Wiederherstellung von ausschließt ein früher bewohntes Zentrum.
Seine Ursprünge reichen bis ins Mittelalter zurück, genau bis ins 6. Jahrhundert. Die Dokumente, aus denen bestimmte Informationen über die Besiedlung stammen, sind aus den Jahren 1159 und 1191. Dabei handelt es sich um zwei kaiserliche Diplome, die jeweils von Friedrich I. und Heinrich IV. unterzeichnet wurden und mit den Bischöfen von Vercelli der Besitz des Dorfes bestätigt wurde.
Wie alle anderen Zentren der Gegend war es an den Ereignissen im Monferrato beteiligt, die zwischen dem 13. und 14. Jahrhundert zu einer Art Grenzgebiet zwischen den Herren von Monferrato, Mailand und Vercelli führten. Im Jahr 1407 überließ Teodoro Paleologo die Stadt Vercelli an Filippo Maria Visconti im Austausch für einige Gebiete, darunter das von Villanova. Im Jahr 1613, während des ersten Erbfolgekrieges für Monferrato, wurde es zum Rastplatz der Monferrato-Truppen, die gegen die Savoyer-Armee unter der Führung von Vittorio Amedeo und Tommaso di Savoia kämpften. Drei Jahre später plünderten die Savoyer, nachdem sie ihre Festung erobert hatten, das Dorf schwer.
Zwischen 1886 und 1935 hatte die Gemeinde eine Haltestelle an der Straßenbahnlinie von  Vercelli nach Casale.

## Sehenswürdigkeiten
- Die Pfarrkirche Sant’Emiliano, die erstmals im 7. Jahrhundert erbaut wurde.
- Das Oratorium der Bruderschaft San Bernardino, das heute als Museum genutzt wird.
- Das Oratorium der Bruderschaft San Michele mit der Statue eines Erzengels im Tympanon, in dem sich heute das Auditorium befindet.

## Söhne und Töchter
- Luciano Pacomio (* 1941), römisch-katholischer Geistlicher, emeritierter Bischof von Mondovi